# Anju (zapaśniczka)
Anju (ur. 19 sierpnia 1999) – indyjska zapaśniczka walcząca w stylu wolnym.
Srebrna medalistka mistrzostw Azji w 2024. Trzecia na MŚ U-23 w 2021. Druga na mistrzostwach Azji U-23 i juniorów w 2019 roku.